# Ophiomyia lippiae
Ophiomyia lippiae este o specie de muște din genul Ophiomyia, familia Agromyzidae, descrisă de Spencer în anul 1966. Conform Catalogue of Life specia Ophiomyia lippiae nu are subspecii cunoscute.